# 日本義肢装具士協会
公益社団法人日本義肢装具士協会（にほんぎしそうぐしきょうかい）は、義肢装具士の国家資格取得者で構成する専門職の業界団体。1993年（平成5年）設立。2017年に公益社団法人に認定。義肢装具に関する啓蒙・啓発活動や、義肢装具士の利益を守るための政治活動・ロビー活動などを行っている。義肢装具士が強制加入している団体ではない。

## 概要
- 所在：東京都文京区本郷5丁目32-7　義肢会館202
- 会長：東江由起夫